# 데즈카야마역
데즈카야마역(일본어: 帝塚山駅, てづかやまえき)은 일본 오사카부 오사카시 스미요시구에 있는 난카이 전기철도 고야 선의 역이다. 역 번호는 NK51이다.

## 역 구조
상대식 승강장 2면 2선의 지평역이다. 승강장 유효 길이는 6량이다. 주택지와 도로 사이에 있으며 승강장의 폭이 매우 좁다. 다만, 상하행선 간격을 좁히게 승강장을 넓힌 의자를 바 타입에(하행 승강장만) 승강장 위에 있던 창고를 철거하고(상행 승강장만. 2008년 9월 실시) 등의 노력이 이루어지고 있다.
개찰은 승강장마다 독립되어 있어 입장 후에는 승강장끼리의 이동은 어렵다. 각 승강장의 개찰구는 고야산 방향에 있다. 고야산 방면으로 가는 개찰구는 출입구 모두 3대의 간이 개찰구가 나란히 있어 좁은 공간을 잘 활용하고 있다. 또, 고야산 방면의 역사에는 자동 매표기가 설치되지 않고, 상주하는 역무원으로부터 직접 구입하게 된다. 또한, 역무원이 화장실 등에서 자리를 비운 경우에는 돌아오기를 기다리거나 목적 역까지의 운임을 확인 후로부터 건너편의 난바 방면 역사에 있는 자동 매표기를 사용하게 되므로, 급한 경우에는 주의가 필요하다.

### 승강장
| 번호 | 노선    | 방향 | 행선        |
| ---- | ------- | ---- | ----------- |
| 1    | 고야 선 | 하행 | 고야산 방면 |
| 2    | 고야 선 | 상행 | 난바 방면   |

## 역 주변
도보 4분 거리에 한카이 전기궤도 우에마치 선 데즈카야마 3초메 정류장이 있어서 환승 가능하다.
- 데즈카야마 주택지
- 데즈카야마 학원(유치원・초등학교・중학교・고등학교)
- 데즈카야마 고분
- 스미요시 데즈카야마 우체국
- 만다이이케 공원(봄에는 지반의 벚꽃이 아름답다.)

## 역사
- 1934년 12월 26일: 난카이 철도의 기시노사토(현. 기시노사토다마데) ~ 스미요시히가시 사이에 역 신설.
- 1944년 6월 1일: 회사 합병으로 긴키 닛폰 철도의 역이 됨.
- 1947년 6월 1일: 노선 양도로 인한 난카이 전기철도의 역이 됨.

## 인접역
| 난카이 전기철도 고야 선         | 난카이 전기철도 고야 선 | 난카이 전기철도 고야 선               |
| ------------------------------- | ----------------------- | ------------------------------------- |
| NK06 기시노사토다마데 난바 방면 | ■ 각역정차              | 스미요시히가시 NK52 고쿠라쿠바시 방면 |